# Lichtbogensender
Der Lichtbogensender, in seiner ausgereiften Form nach seinem Erfinder Valdemar Poulsen auch Poulsen-Sender genannt, diente zur Nachrichtenübertragung im Langwellenbereich und nutzt den negativen differentiellen Widerstand eines Lichtbogens zur Schwingungserzeugung.
Lichtbogensender wurden Anfang des 20. Jahrhunderts bis Ende der 1920er Jahre eingesetzt.

## Entwicklung

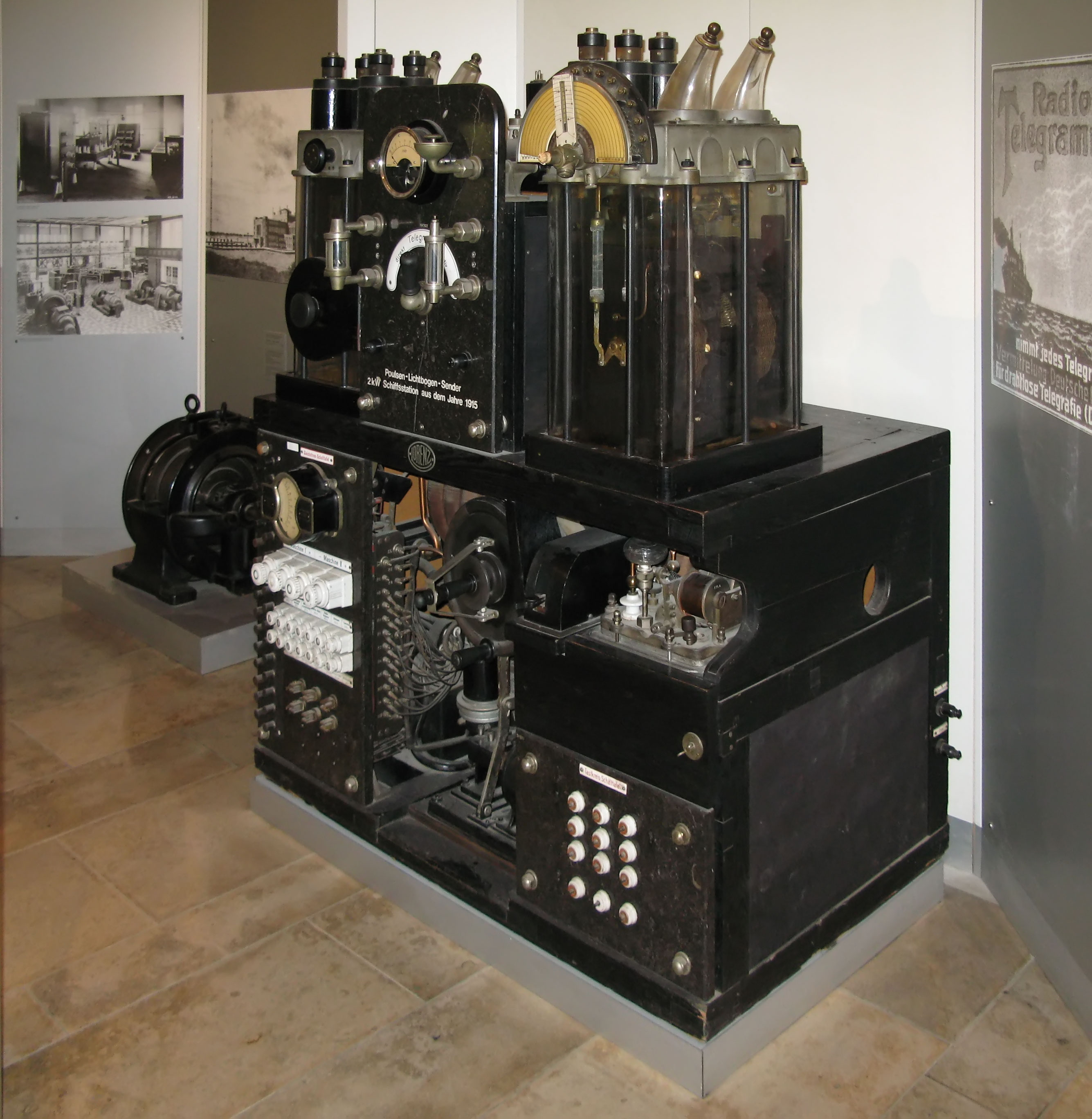
Lichtbogensender von Valdemar Poulsen

Zur Zeit der ersten Entwicklung von Lichtbogensendern existierten schon die Funkensender der Firma Marconi Company in Form von Knallfunkensender sowie Maschinensender. Nachteile dieser Technik waren:
1. Die Maschinensender erreichten nur geringe Frequenzen, die Funkensender hatten einen geringen Wirkungsgrad
2. Die Funkensender verursachten starke Störungen – es waren breitbandige, „schmutzige“ Sender. Sie stellten ein breites Frequenzspektrum her, welches eine genaue Selektion beim Empfänger verhindert; benachbarte Stationen störten sich gegenseitig.
3. Es war wegen der langen Pausen zwischen den einzelnen gedämpften Wellenzügen der Funkensender nicht möglich, diese mit Sprache oder Musik zu modulieren – zur Nachrichtenübermittlung konnte nur der Morsecode eingesetzt werden.

Nikola Tesla und auch der kanadische Ingenieur Reginald Fessenden versuchten daher als erste die Erzeugung ungedämpfter Wellen mit Kohle-Elektroden, die sie anstelle der Funkenstrecke in gleichstromerregten Funkensendern einsetzten. Allerdings waren weder die Frequenz, noch die Energie der erzeugten Schwingungen hoch genug für drahtlose Telegrafie und Telefonie. Auch der Engländer William Duddell konnte im Jahr 1900 mit seinem nach der Lichtbogenmethode mit Kohleelektroden arbeitenden „singing arc“ die Voraussetzungen für die drahtlose Telegrafie nicht erfüllen. Er speiste den Lichtbogen über Drosselspulen mit Gleichstrom und schaltete einen Resonanzkreis aus Spule und Kondensator nach.
Erst Valdemar Poulsen gelang es 1902 nach der grundlegenden Schaltung von William Duddell, mit einem Lichtbogensender ungedämpfte HF-Schwingungen von ausreichender Frequenz und Energie zu erzeugen. Er benutzte eine Anode aus Kupfer und eine Kathode aus Kohle. Dabei rotierte die Kathode langsam und wurde automatisch auf einen Abstand von 3–5 mm nachgeführt, um so einen gleichmäßigen Abbrand zu erzielen. Für das einwandfreie Arbeiten des Senders waren eine gute Kühlung und Entionisierung des Raums zwischen den Elektroden notwendig. Dazu wurden die Kupferanode und die „Flammenkammer“ mit Wasser gekühlt und ein quer zur Flamme verlaufendes sehr starkes Magnetfeld „blies“ die Ionen aus der Bogenstrecke. Zusätzlich brannte der Lichtbogen in einer Wasserstoffatmosphäre. Mit diesem System wurden ungedämpfte Wellen mit Frequenzen bis zu 250 kHz (1200 m) erreicht. 1904 ließ Poulsen sein System des Lichtbogenoszillators für ungedämpfte Wellen, die „Poulsen-Lampe“, in 15 Ländern patentieren.

## Aufbau

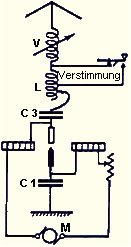
Schaltbild

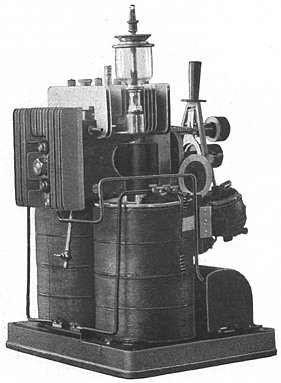
Poulsen-Lichtbogen-Sender

Der obere Teil mit den starken Kühlrippen enthält die Brennkammer mit den beiden horizontal angeordneten Elektroden. Diese werden durch den rechts sichtbaren Hebel zum Zünden des Brennvorgangs kurz zusammengeführt. Die beiden großen Spulen liefern das horizontal verlaufende Magnetfeld. Der unter dem Hebel sichtbare Motor dreht die Kathode aus Kohle. Die wasserstoffhaltige Atmosphäre wurde anfangs dadurch erreicht, dass man Wasserstoff durch die Brennkammer leitete. Ab 1906 wurde über der Brennkammer eine Art Dochtöler angebracht, der bei einem 1-kW-Sender ein bis zwei Tropfen Alkohol pro Sekunde in die Kammer gab und dort verdampfen ließ.

## Vorteile
Der Lichtbogensender strahlt im Vergleich zu den gedämpften Schwingungen der Knallfunkensender ein wesentlich schmaleres Frequenzband und nur wenig Neben- und Oberwellen ab. So erzielte man bei gleicher Sendeleistung erheblich größere Reichweiten und konnte in einem Frequenzband bis zum Fünffachen an Sendern unterbringen. Andererseits war die schmalbandige Aussendung auf der Empfängerseite nicht mehr so einfach abzustimmen und nur an einer ganz bestimmten Stelle hörbar. Für den Funkverkehr zwischen zwei Stationen bedurfte es jetzt genauer Frequenzabsprachen.

## Technische Anpassung
Um den neuen Sendertyp auch für die drahtlose Telegrafie zu nutzen, waren noch einige Schwierigkeiten zu bewältigen. In tonloser Telegrafie (A1) getastete ungedämpfte Sender waren mit den üblichen Detektorempfängern nicht hörbar, lediglich ein Knacken am Anfang der Morsezeichen ließ auf einen Sender schließen. Poulsen und sein Mitarbeiter P. O. Pedersen entwickelten einen neuartigen Detektor: Ein batterie- oder federbetriebener Summer lieferte im Rhythmus der empfangenen Hochfrequenz einen hörbaren Ton, solche Schaltungen hießen „Tikker“ oder „Schleifer“.
Das hier beschriebene Problem, das natürlich auch bei den Maschinen- und später bei den Röhrensendern auftrat, führte zum Überlagerungsempfang, der 1902 von Reginald Fessenden (Kanada) und 1905 Robert Goldschmidt (Belgien) bereits angedacht, aber mit den zur Verfügung stehenden (oft mechanischen) Mitteln noch nicht verlässlich durchführbar war. Erst 1913 gelang Alexander Meißner (Telefunken) mit einer Schaltung mit Lieben-Röhre (nach Robert von Lieben) der erste einwandfreie Rückkopplungsempfang.

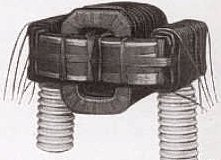
Pungs-Drossel

Ein weiteres Problem stellte die Tastung des Poulsen-Senders dar. Da er nach jedem Start einige Sekunden braucht, bis er stabil schwingt, kann er nicht in seinem Primärkreis getastet werden. Als Lösung kam man darauf, durch die Morsetastung die Schwingkreisspule und damit die Sendefrequenz um 1 bis 5 % zu verändern (FSK-Betrieb). Im Empfangsapparat hörte man die zweite (getastete) Frequenz mit der Meldung; Die erste Frequenz mit den „negativen“ Morsezeichen wurde damals nicht zur Nachrichtenübermittlung benutzt. Auch die Modulation des Poulsen-Senders mit Sprache oder Musik bereitete Schwierigkeiten. Das Mikrofon musste in Serie zur Antenne geschaltet werden, bei hohen Sendeleistungen wurden zur Vermeidung von Überlastungen wassergekühlte Mehrfachmikrofone benutzt. Dadurch war aber ein Fernbesprechen des Senders durch ein abgesetztes Mikrofon nicht möglich.
Erst ab 1913 konnte dieses Problem durch den Einsatz einer Telefonie-Drossel (nach ihrem Erfinder Leo Pungs – Fa. Lorenz –, auch „Pungs-Drossel“ genannt) zwischen Sender und Erde zufriedenstellend gelöst werden. Dieses neue Bauteil (es arbeitet nach dem Transduktor-Prinzip) bewerkstelligte mit Hilfe von drei Wicklungen auf einem dreischenkligen Eisenkern mit nur 1 % der Antennenleistung die Modulation und Tastung des Hochfrequenzstromes.

## Erste Sender
1904 stellte Poulsen eine Verbindung zwischen Lyngby und Kopenhagen (15 Kilometer) und zwei Jahre später über 270 Kilometer zwischen Lyngby und Esbjerg her. Um alle Möglichkeiten zu testen, waren internationale Verbindungen notwendig. Verhandlungen u. a. mit Telefunken scheiterten. Poulsen gründete daher mit englischen Kapitalgebern die „Amalgamated Radio Telegraph Company Ltd.“ mit Sitz in London. Noch 1906 gab es Funkverbindungen über 900 km zwischen Dänemark und Cullercoats und über 1500 km zwischen Dänemark und Knockroe in Irland. Die Station Knockroe war für weitere Versuche im gewinnversprechenden Funkbetrieb mit Lichtbogensendern über den Atlantik vorgesehen. Doch daraus wurde nichts, 1907 gingen die englischen Geldgeber bankrott. Die „Amalgamated“ wurde aufgelöst, ohne ein einziges Geschäft abgeschlossen zu haben.
Daraufhin verkaufte Poulsen 1908 die Rechte an seiner Erfindung. In Deutschland erwarb die Firma C. Lorenz die Patente und konnte in den nächsten Jahren beim Heer Telegrafie-Stationen mit Leistungen zwischen 1,5 und 4 kW für feste Sendeanlagen verkaufen. Auch die Marine zeigte Interesse und erwarb von Lorenz Poulsen-Sender mit Leistungen bis zu 6 kW für den Einsatz auf großen Schiffen. Diese Anlagen wurden ab 1910 nach und nach mit Telefoniezusätzen ausgerüstet. Bei deutschen Küstenfunkstellen wurde nur in Norddeich 1911 ein 4-kW-Lichtbogensender für Telegrafie aufgebaut, ab 1912 gab es auch Telefonieversuche. Auf deutschen Handels- oder Passagierschiffen wurden Lichtbogensender nicht eingesetzt, zumindest gibt es keine zuverlässigen Berichte darüber. 1914 errichtete Lorenz in Königsberg und Posen Großstationen mit Poulsen-Sendern.
Großen Anklang fand der Lichtbogensender in den USA. Schon während der Weltausstellung 1904 in St. Louis hatte Poulsen für seine Erfindung geworben und Kapitalgeber gesucht. 1909 erwarb Cyril F. Elwell in Kopenhagen die Poulsen-Rechte für die Vereinigten Staaten und kaufte auch gleich einen Sender (100 Watt) von Poulsen. Bis 1912 errichtete Elwell 14 Sendeanlagen, mit denen die großen Städte an der Westküste der USA und weiter östlich ins Land hinein verbunden wurden (u. a. San Francisco, Portland, Seattle, Salt Lake City). Zu Dumpingpreisen konkurrierte er erfolgreich mit den traditionellen kabelgebundenen Nachrichtendiensten.
Auch die US-Navy zeigte Interesse und bestellte zunächst einen 100-kW-Sender. Für die Verwirklichung dieses Projektes holte sich Elwell den Ingenieur Leonard Fuller ins Boot. Mit dessen Können gelang die Konstruktion von Sendern mit mehreren hundert Kilowatt primärer Leistungsaufnahme. Die Navy baute im Ersten Weltkrieg ein weltweites Funknetz mit Poulsen-Sendern auf. Größere Marine-Basen wie z. B. San Francisco und Hawaii erhielten die inzwischen bewährte Technik mit Leistungen von einigen hundert Kilowatt. Alle größeren Schiffe der Navy wurden mit Poulsen-Sendern kleiner bis mittlerer Leistung ausgerüstet.

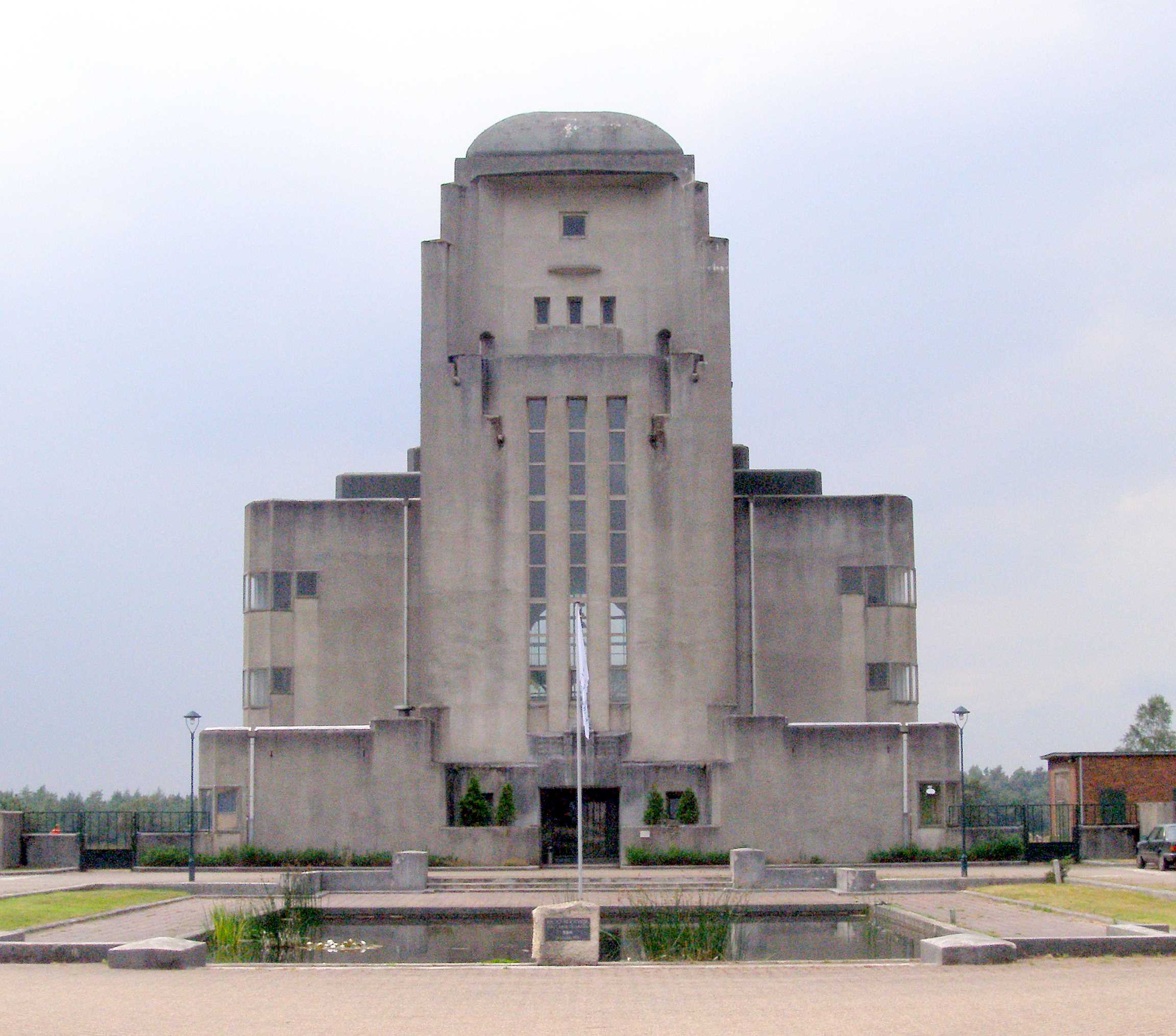
Radio Kootwijk

Weltweit wurden Lichtbogensender mit Primärleistungen von 100 kW und deutlich darüber errichtet: z. B. in England (Portsmouth), Griechenland (Saloniki) und Ägypten (Kairo). In Frankreich baute Elwell 1915/16 große Stationen auf dem Eiffelturm, in Nantes und Lyon. Die französische Marine arbeitete bereits seit 1908 mit Lichtbogensendern (Reichweite 120 bis 160 km). Eine mit Poulsenlampe betriebene Sendeanlage entstand in der Nähe von Bordeaux, die HF-Leistung betrug 1000 kW. Eine von sieben Sendefrequenzen zwischen 12,8 kHz und 21,7 kHz konnte wahlweise geschaltet werden. Der Sender wog 80 t, das meiste davon steckte im Elektromagneten. Die Antenne deckte – an 8 Masten in 250 m Höhe hängend – ein gut geerdetes Areal von 1200 m × 400 m ab.

## Funkstation Malabar
Den wohl stärksten Lichtbogensender nach dem System Valdemar Poulsens errichtete der Niederländer Cornelius Johannes de Groot 1922/23 auf dem Malabar, einem Vulkan auf Java im heutigen Indonesien. Man entschied sich für die Technik des Lichtbogensenders, weil alle dafür benötigten Bauteile im Land selbst hergestellt werden konnten. Mit einer primären Leistungsaufnahme von 2400 kW stand der Sender über eine Entfernung von 11.500 km in Verbindung mit der niederländischen Großstation Radio Kootwijk (Punkt-zu-Punkt-Verkehr).
Die Station mit dem Rufzeichen PKX nahm im Juli 1923 – nur wenige Monate nachdem Telefunken dort einen 400-kW-Maschinensender in Betrieb genommen hatte – den Dienst auf. Sie wurde mit 25 kV gespeist und sendete auf 49,2 kHz (6100 m). Mindestens ein weiterer Poulsen-Sender (andere Quelle: drei) stand in Malabar.

### Sendeantennen Malabar

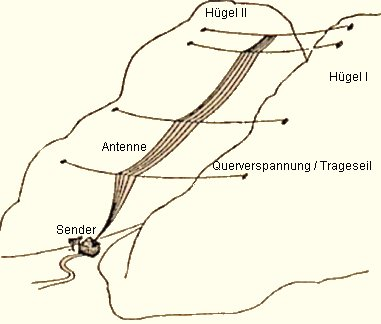
Antennen-Array in Malabar

Interessant an der Sendeanlage in Malabar ist auch die Konstruktion einer Hang-Antenne, die über dem Tal hinter den Stationsgebäuden errichtet wurde. Die Antenne wird durch Querverspannungen, die von Gipfel zu Gipfel über das Tal geführt sind, auf Höhe gehalten. Der höchste Teil der Antenne liegt ca. 480 m über der Talsohle und etwa 800 m höher als die Antenneneinspeisung. Die eigentliche Antenne besteht aus sieben Kupferlitzen von je 35 mm² Querschnitt. Sie ist 2000 m lang, 240 m breit und mit 324° auf Kootwijk in den Niederlanden ausgerichtet.

## Bedeutung
Die von Valdemar Poulsen entwickelte Lichtbogentechnik prägte – zusammen mit den Maschinensendern – knapp zehn Jahre lang den interkontinentalen Funkverkehr im Punkt-zu-Punkt-Betrieb mit großen Sendeleistungen auf Langwelle. Was den Lichtbogensender vom Maschinensender unterschied, war die Möglichkeit, auch mobile Anlagen mit kleiner Leistung wirtschaftlich zu betreiben. Einsatzmöglichkeiten fanden sich in vielen Flotten der Welt.
Ab Mitte der 1920er Jahre entstanden durch die Röhrentechnik und das neue Medium Kurzwelle zuverlässigere und handlichere Möglichkeiten für den Funk-Weitverkehr: Sie bereiteten den Langwellen-Kolossen für den Überseefunk ein Ende. Allerdings werden bis heute Längstwellen zur Nachrichtenübermittlung an getauchte U-Boote eingesetzt, wofür nach wie vor einige der einstigen Großstationen benutzt werden.